# Sestaferia (centro social)
Sestaferia es un centro social autogestionado abierto en el año 2003 y ubicado en la villa de Gijón. 
Entre los servicios del centro se encuentra Internet público y gratuito y una distribuidora de libros, publicaciones de contrainformación, música y ropa. Asimismo en el centro suelen tener lugar charlas, pases de videos y actos relacionados con los movimientos sociales y el activismo político.
El centro social ha colaborado con la organización en varias ediciones de la Semana del Aula Popular José Luis García Rúa, junto a colectivos diversos como el Ateneo Obrero de Gijón, el grupo de teatro La Máscara o Radio Kras.
El colectivo ha organizado debates y charlas con la presencia de activistas de otros países como Colombia, Grecia, Ucrania o México. Entre los de ámbito estatal que han pasado por el centro social figuran Joni D o Alfon, el joven detenido en Madrid durante la Huelga general europea de 2012. También han visitado Sestaferia para participar en diferentes actividades personalidades como el músico Evaristo Páramos, el historiador Miguel Amorós, el escritor y fundador de Action Directe Jean-Marc Rouillan, el referente del ecologismo social Ramón Fernández Durán o el escritor y profesor Carlos Taibo .
Además de otros de formación sobre huertos urbanos o seguridad en internet, entre los cursos que ha albergado el centro social se encuentran varios de asturiano organizados por la Junta por la Defensa de la Lengua Asturiana.
En 2007, Sestaferia colaboró con la producción de 'L.A.M.A.K.E.T.A.', el primer disco publicado por Astur Sound.
En 2008, promovió una campaña de apostasía colectiva. En varias entregas, el colectivo presentó unas 200 solicitudes y repartió además el formulario de solicitud entre otras personas interesadas en apostatar de la Iglesia católica de manera individual. Los datos de aproximadamente la mitad de estas personas fueron borrados de manera oficial
Desde 2006, Sestaferia participa, junto con la asociación de comercio justo Picu Rabicu y los vecinos, en la recuperación de las fiestas del barrio del Carmen en Gijón, una celebración que se había perdido años atrás y que tiene como actividad central una comida popular en la calle.
Sestaferia es uno de los colectivos que integran la organización de movimientos sociales Asturies en Pie.
El centro se encuentra en la calle Joaquín Alonso Bonet 3 de Gijón.

## Contenido multimedia
- , audio de la charla de Miguel Amorós en Sestaferia (8-10-2010)

- Datos: Q15058259